# Příkrý
Příkrý település Csehországban, Semilyi járásban. Příkrý Semily, Bozkov, Benešov u Semil, Háje nad Jizerou, Vysoké nad Jizerou, Roprachtice és Roztoky u Semil településekkel határos. Lakosainak száma 242 fő (2024. január 1.).

## Népesség
A település lakosságának változását az alábbi diagram mutatja:
| Lakosok száma | 928  | 907  | 788  | 497  | 333  | 240  | 246  | 244  | 241  | 242  |
|               | 1869 | 1890 | 1921 | 1950 | 1980 | 2001 | 2017 | 2019 | 2022 | 2024 |